# Stan rycerski (I Rzeczpospolita)
Stan rycerski (I Rzeczpospolita) (łac Ordo Equestris) – szlachta w I Rzeczypospolitej, nie pełniąca urzędów senatorskich. W jego obrębie wyróżnia podział na dygnitarzy i urzędników.